# Liste der Kirchen im Kirchenkreis Torgau-Delitzsch

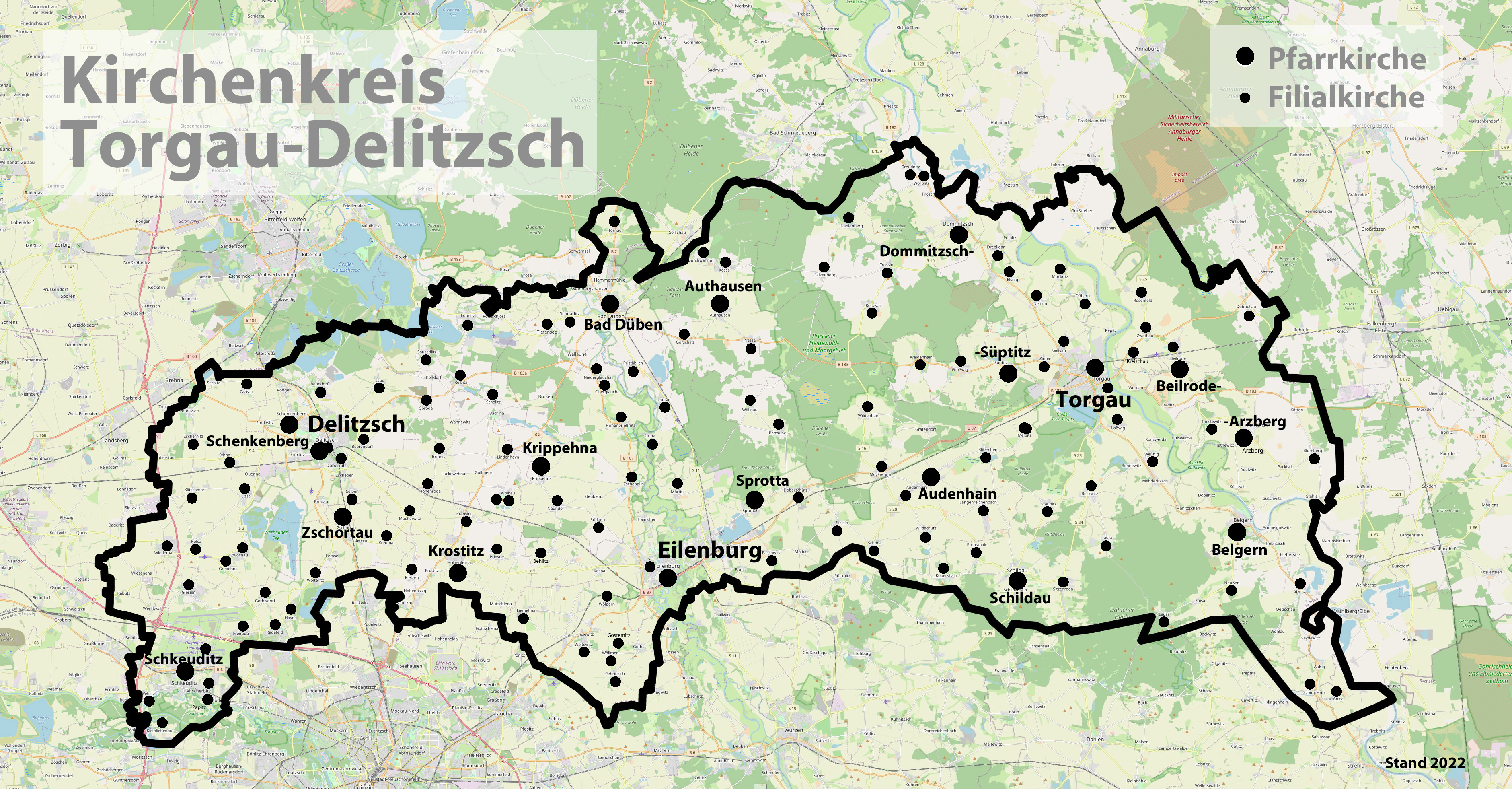
Karte des Kirchenkreises Torgau-Delitzsch mit allen Pfarr- und Filialkirchen (Stand 2022)

Die Liste der Kirchen im Kirchenkreis Torgau-Delitzsch führt die Kirchen im Kirchenkreis Torgau-Delitzsch auf, der zum Propstsprengel Halle-Wittenberg in der Evangelischen Kirche in Mitteldeutschland gehört. Sie enthält 134 Kirchenbauwerke, die auf 16 Pfarrbereiche aufgeteilt sind. Der Pfarrbereich mit den meisten Kirchen ist Schildau-Audenhain (17 Kirchen), der mit den wenigsten ist Eilenburg (2). Bis auf die Dorfkirche in Tornau liegen alle Kirchen im Landkreis Nordsachsen. Das zuständige Kreiskirchenamt hat seinen Sitz in Eilenburg.

## Liste der Kirchen
| Pfarrbereich        | Ort               | Name der Kirche                      | Datierung | Bild | Koordinaten                      |
| ------------------- | ----------------- | ------------------------------------ | --- | ---- | -------------------------------- |
| Bad Düben-Authausen | Authausen         | Dorfkirche                           | 12./13. Jahrhundert |      | 51° 35′ 34,2″ N, 12° 40′ 40,9″ O |
| Bad Düben-Authausen | Bad Düben         | St.-Nikolai-Kirche                   | 12. Jahrhundert |      | 51° 35′ 33,2″ N, 12° 35′ 3,6″ O  |
| Bad Düben-Authausen | Durchwehna        | Dorfkirche                           | 13. Jahrhundert |      | 51° 37′ 14,6″ N, 12° 39′ 41,5″ O |
| Bad Düben-Authausen | Görschlitz        | Lutherkirche                         | 16. Jahrhundert |      | 51° 34′ 43,3″ N, 12° 38′ 47,9″ O |
| Bad Düben-Authausen | Kossa             | Dorfkirche                           | 1694, 1936 (Turm); älterer Vorgängerbau aus romanischer Zeit                                                                           |      | 51° 37′ 0,4″ N, 12° 40′ 54,4″ O  |
| Bad Düben-Authausen | Pressel           | St.-Johannes-Kirche                  | 1857; älterer Vorgängerbau |      | 51° 34′ 44,1″ N, 12° 42′ 16,8″ O |
| Bad Düben-Authausen | Schnaditz         | Dorfkirche                           | 17./18. Jahrhundert |      | 51° 35′ 27,3″ N, 12° 32′ 55,8″ O |
| Bad Düben-Authausen | Tiefensee         | Dorfkirche                           | 1811/1812; älterer Vorgängerbau aus romanischer Zeit                                                                                   |      | 51° 34′ 58,7″ N, 12° 31′ 52,2″ O |
| Bad Düben-Authausen | Tornau            | Dorfkirche                           | 17. Jahrhundert |      | 51° 38′ 20,4″ N, 12° 35′ 22,3″ O |
| Beilrode-Arzberg    | Arzberg           | Dorfkirche                           | 1905 |      | 51° 31′ 39,2″ N, 13° 7′ 32,2″ O  |
| Beilrode-Arzberg    | Beilrode          | Heilandskirche                       | 11.–13. Jahrhundert |      | 51° 34′ 4,5″ N, 13° 4′ 4,5″ O    |
| Beilrode-Arzberg    | Beilrode          | Kreuzkirche                          | 1908/1909 |      | 51° 34′ 23,3″ N, 13° 4′ 10,4″ O  |
| Beilrode-Arzberg    | Blumberg          | Dorfkirche                           | 17./18. Jahrhundert |      | 51° 31′ 8,2″ N, 13° 11′ 3,2″ O   |
| Beilrode-Arzberg    | Döbrichau         | Dorfkirche                           | 1690 (ca.); älterer Vorgängerbau 1637 abgebrannt                                                                                       |      | 51° 35′ 42,2″ N, 13° 7′ 46,2″ O  |
| Beilrode-Arzberg    | Kreischau         | Dorfkirche                           | 13. oder 14. Jahrhundert |      | 51° 34′ 15,9″ N, 13° 1′ 46,9″ O  |
| Beilrode-Arzberg    | Rosenfeld         | Dorfkirche                           | 12. oder 13. Jahrhundert; 1713 (Turm)                                                                                                  |      | 51° 36′ 4,8″ N, 13° 2′ 23,4″ O   |
| Beilrode-Arzberg    | Triestewitz       | Dorfkirche                           | 1582 (bez.), 1754 Umbau |      | 51° 32′ 4,1″ N, 13° 5′ 51,6″ O   |
| Beilrode-Arzberg    | Zwethau           | Dorfkirche                           | 13. Jahrhundert (Turm); 1603 (Langhaus)                                                                                                |      | 51° 34′ 50,4″ N, 13° 2′ 22,4″ O  |
| Belgern             | Belgern           | St.-Bartholomäus-Kirche              | 1509–1512; älterer Vorgängerbau |      | 51° 29′ 3,2″ N, 13° 7′ 39,9″ O   |
| Belgern             | Lausa             | Dorfkirche                           | 15. Jahrhundert |      | 51° 25′ 58,5″ N, 13° 3′ 20″ O    |
| Belgern             | Neußen            | Dorfkirche                           | |      | 51° 26′ 54,6″ N, 13° 6′ 46,5″ O  |
| Belgern             | Paußnitz          | St.-Thomas-Kirche                    | 14./15. Jahrhundert (Turm); 1886 (Langhaus)                                                                                            |      | 51° 23′ 15,1″ N, 13° 12′ 8″ O    |
| Belgern             | Schirmenitz       | Dorfkirche                           | 13. Jahrhundert |      | 51° 23′ 32,8″ N, 13° 11′ 11,2″ O |
| Belgern             | Staritz           | Dorfkirche                           | 1500 (ca.) |      | 51° 26′ 38,6″ N, 13° 10′ 16,6″ O |
| Belgern             | Weßnig            | Radfahrerkirche Weßnig               | 1804; älterer Vorgängerbau |      | 51° 31′ 7,4″ N, 13° 2′ 53,2″ O   |
| Delitzsch           | Delitzsch         | Hospitalkirche St. Georg             | 1516; älterer Vorgängerbau (Kapelle)                                                                                                   |      | 51° 31′ 18,7″ N, 12° 19′ 41″ O   |
| Delitzsch           | Delitzsch         | St.-Marien-Kirche                    | 1518 begonnen, 1730 fertiggestellt; älterer Vorgängerbau 1518 wegen Baufälligkeit abgebrochen                                          |      | 51° 31′ 28,9″ N, 12° 20′ 23,8″ O |
| Delitzsch           | Delitzsch         | St.-Peter-und-Paul-Kirche            | 1402–1404; älterer Vorgängerbau (Ersterwähnung 1325)                                                                                   |      | 51° 31′ 22,9″ N, 12° 19′ 57,6″ O |
| Dommitzsch-Süptitz  | Dahlenberg        | Dorfkirche                           | 17./18. Jahrhundert, im Kern älter |      | 51° 38′ 18,4″ N, 12° 47′ 21,4″ O |
| Dommitzsch-Süptitz  | Döbern            | Dorfkirche                           | 1833 |      | 51° 36′ 8,4″ N, 12° 59′ 19,9″ O  |
| Dommitzsch-Süptitz  | Dommitzsch        | St.-Marien-Kirche                    | 1443–1493 |      | 51° 38′ 23,9″ N, 12° 53′ 0,7″ O  |
| Dommitzsch-Süptitz  | Drebligar         | Dorfkirche                           | 1787 |      | 51° 37′ 38,9″ N, 12° 54′ 50,3″ O |
| Dommitzsch-Süptitz  | Elsnig            | Dorfkirche                           | 12. Jahrhundert |      | 51° 36′ 39,5″ N, 12° 55′ 38,9″ O |
| Dommitzsch-Süptitz  | Falkenberg        | Dorfkirche                           | 13. Jahrhundert |      | 51° 36′ 55,2″ N, 12° 46′ 5,8″ O  |
| Dommitzsch-Süptitz  | Greudnitz         | Dorfkirche                           | 1849 |      | 51° 40′ 15,4″ N, 12° 50′ 24,8″ O |
| Dommitzsch-Süptitz  | Großwig           | Marien-Magdalenen-Kirche             | 13. Jahrhundert |      | 51° 33′ 47″ N, 12° 53′ 2,3″ O    |
| Dommitzsch-Süptitz  | Mockritz          | Dorfkirche                           | 1774 |      | 51° 36′ 46,2″ N, 12° 58′ 8″ O    |
| Dommitzsch-Süptitz  | Neiden (Elsnig)   | Dorfkirche                           | 1656/1657, im Kern älter |      | 51° 35′ 55,5″ N, 12° 56′ 56,9″ O |
| Dommitzsch-Süptitz  | Roitzsch          | Dorfkirche                           | 17. Jahrhundert |      | 51° 35′ 52,3″ N, 12° 48′ 11″ O   |
| Dommitzsch-Süptitz  | Süptitz           | St.-Marien-Kirche                    | 13. Jahrhundert, bezeichnet 1257 (Wetterfahne)                                                                                         |      | 51° 33′ 54,2″ N, 12° 55′ 40,2″ O |
| Dommitzsch-Süptitz  | Trossin           | Dorfkirche                           | 1776 |      | 51° 37′ 9,6″ N, 12° 49′ 22,6″ O  |
| Dommitzsch-Süptitz  | Weidenhain        | Dorfkirche                           | um 1200 |      | 51° 34′ 9,9″ N, 12° 50′ 51,3″ O  |
| Dommitzsch-Süptitz  | Wörblitz          | Dorfkirche                           | 1886 |      | 51° 39′ 40,7″ N, 12° 51′ 5,1″ O  |
| Eilenburg-Sprotta   | Battaune          | Dorfkirche                           | 12. Jahrhundert (östlicher Gebäudeteil mit Apsis), 15. Jahrhundert (Kirchensaal), 17. Jahrhundert (Dachstuhl), 1807 (Fensteröffnungen) |      | 51° 31′ 49,1″ N, 12° 43′ 46,3″ O |
| Eilenburg-Sprotta   | Doberschütz       | Dorfkirche                           | 1928; älterer Vorgängerbau aus dem 12. Jahrhundert, 1691–1695 (Aufstockung Kirchenschiff und Turm)                                     |      | 51° 29′ 57″ N, 12° 44′ 24,7″ O   |
| Eilenburg-Sprotta   | Eilenburg         | St.-Marien-Kirche                    | 12. Jahrhundert, 1516–1522; älterer Vorgängerbau aus dem 10. Jahrhundert                                                               |      | 51° 27′ 29,7″ N, 12° 37′ 17,5″ O |
| Eilenburg-Sprotta   | Eilenburg         | St.-Nikolai-Kirche                   | 1444 (Langhaus), 1496 (Turm), 1673 (Turmhaube); älterer Vorgängerbau aus dem 10. Jahrhundert                                           |      | 51° 27′ 33,2″ N, 12° 37′ 59,3″ O |
| Eilenburg-Sprotta   | Gruna             | Dorfkirche                           | 1715 |      | 51° 31′ 47,1″ N, 12° 36′ 59,7″ O |
| Eilenburg-Sprotta   | Laußig            | Dorfkirche                           | 13. Jahrhundert, 18. Jahrhundert (barocker Umbau), 1898 (Turm)                                                                         |      | 51° 32′ 40,7″ N, 12° 37′ 41,5″ O |
| Eilenburg-Sprotta   | Mörtitz           | Dorfkirche                           | 13. Jahrhundert, 16. Jahrhundert (Verlängerung und Aufstockung des Chors)                                                              |      | 51° 29′ 59,2″ N, 12° 38′ 9,2″ O  |
| Eilenburg-Sprotta   | Paschwitz         | Dorfkirche                           | 1786/1787; älterer Vorgängerbau wegen Baufälligkeit um 1780 abgebrochen                                                                |      | 51° 27′ 52,6″ N, 12° 43′ 13,2″ O |
| Eilenburg-Sprotta   | Pristäblich       | Dorfkirche                           | 16. Jahrhundert, 1688–1692 (barocker Umbau)                                                                                            |      | 51° 33′ 52,3″ N, 12° 36′ 5,1″ O  |
| Eilenburg-Sprotta   | Sprotta           | Dorfkirche                           | 1723; ältere Vorgängerbauten, 1610 (Neubau)                                                                                            |      | 51° 29′ 19,7″ N, 12° 41′ 55,9″ O |
| Eilenburg-Sprotta   | Strelln           | Dorfkirche                           | 16. Jahrhundert; älterer Vorgängerbau aus dem 12. Jahrhundert                                                                          |      | 51° 28′ 54,3″ N, 12° 46′ 59″ O   |
| Eilenburg-Sprotta   | Wöllnau           | Dorfkirche                           | 13. Jahrhundert, 1701 (barocker Umbau)                                                                                                 |      | 51° 28′ 54,3″ N, 12° 46′ 59″ O   |
| Krippehna           | Glaucha           | Dorfkirche Niederglaucha             | 1220; 1703 barocker Umbau |      | 51° 33′ 26,4″ N, 12° 34′ 29,7″ O |
| Krippehna           | Glaucha           | Dorfkirche Oberglaucha               | 13. Jahrhundert |      | 51° 33′ 0,4″ N, 12° 34′ 57,5″ O  |
| Krippehna           | Hohenprießnitz    | Dorfkirche                           | 1250; barocker Umbau |      | 51° 31′ 57″ N, 12° 35′ 48,4″ O   |
| Krippehna           | Krippehna         | St.-Lukas-Kirche                     | 13. Jahrhundert (Altarraum), 15. Jahrhundert (Langhaus); 1768 (Turm)                                                                   |      | 51° 30′ 21″ N, 12° 31′ 39,9″ O   |
| Krippehna           | Lindenhayn        | St.-Mauritius-Kirche                 | 12. Jahrhundert |      | 51° 31′ 2″ N, 12° 29′ 51,9″ O    |
| Krippehna           | Naundorf          | St.-Matthäus-Kirche                  | 1867/1868 |      | 51° 29′ 21,8″ N, 12° 32′ 23,6″ O |
| Krippehna           | Rödgen            | Dorfkirche                           | 1783/1784; älterer Vorgängerbau 1782 abgebrannt                                                                                        |      | 51° 28′ 53,8″ N, 12° 34′ 37,5″ O |
| Krippehna           | Scholitz          | Dorfkirche                           | 12. Jahrhundert |      | 51° 32′ 46,4″ N, 12° 29′ 9,6″ O  |
| Krippehna           | Wölkau            | Schlosskirche (auch Patronatskirche) | 1680–1688; 1969 Gewölbeeinbruch, heute Ruine (saniert)                                                                                 |      | 51° 29′ 49,7″ N, 12° 29′ 51,2″ O |
| Krippehna           | Wölkau            | Gellertkirche                        | 12. Jahrhundert, 15. Jahrhundert |      | 51° 29′ 30,9″ N, 12° 29′ 13″ O   |
| Krippehna           | Zschepplin        | St.-Lucia-Kirche                     | 13. Jahrhundert (Reste einer Krypta), im 15. Jahrhundert Neubau nach Zerstörung 1445, 1732 (Turm)                                      |      | 51° 30′ 7″ N, 12° 36′ 18,5″ O    |
| Krostitz            | Behlitz           | Dorfkirche                           | 11. Jahrhundert |      | 51° 27′ 54,6″ N, 12° 31′ 31,7″ O |
| Krostitz            | Gostemitz         | Dorfkirche                           | 12. Jahrhundert |      | 51° 25′ 4,3″ N, 12° 35′ 24,2″ O  |
| Krostitz            | Kletzen           | Dorfkirche                           | 12. Jahrhundert |      | 51° 27′ 7,1″ N, 12° 24′ 52,5″ O  |
| Krostitz            | Krensitz          | Dorfkirche                           | 17. Jahrhundert; älterer Vorgängerbau aus dem 13. Jahrhundert                                                                          |      | 51° 29′ 8,3″ N, 12° 27′ 41,6″ O  |
| Krostitz            | Krostitz          | St.-Laurentius-Kirche                | 1206–1208, um 1500 (Turm und Altarraum); 1678 (Turmhaube)                                                                              |      | 51° 27′ 38,7″ N, 12° 27′ 17,1″ O |
| Krostitz            | Liemehna          | Dorfkirche                           | 1209, 1658–1660 (Wiederaufbau), 1670 (Turmerhöhung und -haube)                                                                         |      | 51° 26′ 12,7″ N, 12° 30′ 58,5″ O |
| Krostitz            | Mocherwitz        | Dorfkirche                           | 11. Jahrhundert |      | 51° 29′ 1,4″ N, 12° 24′ 52,8″ O  |
| Krostitz            | Pehritzsch        | Dorfkirche                           | 17. Jahrhundert; älterer Vorgängerbau aus dem 12. Jahrhundert                                                                          |      | 51° 24′ 4,7″ N, 12° 35′ 24″ O    |
| Krostitz            | Priester          | Dorfkirche                           | 1500 (ca.) |      | 51° 27′ 50,4″ N, 12° 29′ 10,8″ O |
| Krostitz            | Weltewitz         | Dorfkirche                           | 17. Jahrhundert, Turm vermutlich 15. Jahrhundert                                                                                       |      | 51° 25′ 7,5″ N, 12° 33′ 39″ O    |
| Krostitz            | Wöllmen           | Dorfkirche                           | 14./15. Jahrhundert; älterer Vorgängerbau                                                                                              |      | 51° 24′ 44,1″ N, 12° 35′ 4,6″ O  |
| Krostitz            | Wölpern           | Dorfkirche Zur Himmelspforte         | 13. Jahrhundert, 1664 (Wiederaufbau nach Zerstörung 1637), 1837/1838 (Turm)                                                            |      | 51° 26′ 20,5″ N, 12° 34′ 48,5″ O |
| Schenkenberg        | Benndorf          | Dorfkirche                           | 12. Jahrhundert (ca.), 1622 (Dachreiter)                                                                                               |      | 51° 33′ 17,9″ N, 12° 20′ 12,9″ O |
| Schenkenberg        | Brinnis           | Dorfkirche                           | 12. Jahrhundert, 1518 (Chor), 1557 (Aufstockung des Langhauses)                                                                        |      | 51° 31′ 0,7″ N, 12° 26′ 25,5″ O  |
| Schenkenberg        | Hohenroda         | Dorfkirche                           | 1861 |      | 51° 29′ 55,7″ N, 12° 25′ 48,2″ O |
| Schenkenberg        | Klitschmar        | Dorfkirche                           | 14. Jahrhundert (Turm), 1522–1529 (Langhaus), 1593/1594 (Wiederaufbau), 1701 (Glockenstube)                                            |      | 51° 29′ 48″ N, 12° 13′ 40,4″ O   |
| Schenkenberg        | Kölsa             | Dorfkirche Kölsa (Wiedemar)          | 12. Jahrhundert |      | 51° 28′ 15,7″ N, 12° 13′ 52,8″ O |
| Schenkenberg        | Kyhna             | Dorfkirche                           | 13. Jahrhundert |      | 51° 30′ 51,3″ N, 12° 15′ 45″ O   |
| Schenkenberg        | Laue              | Dorfkirche                           | 1739; älterer Vorgängerbau |      | 51° 33′ 23,4″ N, 12° 23′ 25,9″ O |
| Schenkenberg        | Lissa             | St.-Michaelis-Kirche                 | 12./13. Jahrhundert |      | 51° 29′ 51,1″ N, 12° 16′ 25,2″ O |
| Schenkenberg        | Löbnitz           | Dorfkirche                           | 1688–1692; älterer Vorgängerbau aus dem 10. Jahrhundert, 15. Jahrhundert (Umbau zur Basilika), 16. Jahrhundert (Umbau zur Saalkirche)  |      | 51° 35′ 30,9″ N, 12° 27′ 51,1″ O |
| Schenkenberg        | Reibitz           | Dorfkirche                           | 1755; vermutlich älterer Vorgängerbau                                                                                                  |      | 51° 33′ 21,9″ N, 12° 27′ 23,1″ O |
| Schenkenberg        | Sausedlitz        | Dorfkirche                           | 12. Jahrhundert |      | 51° 34′ 20,4″ N, 12° 25′ 36,7″ O |
| Schenkenberg        | Schenkenberg      | Dorfkirche                           | 13. Jahrhundert, 1749 (oktogonaler Turmaufsatz)                                                                                        |      | 51° 32′ 20,3″ N, 12° 18′ 49,3″ O |
| Schenkenberg        | Spröda            | Dorfkirche                           | 1736 |      | 51° 32′ 34,8″ N, 12° 25′ 30,6″ O |
| Schenkenberg        | Wiedemar          | St.-Catharinen-Kirche                | 13./14. Jahrhundert, 15. Jahrhundert (Turm)                                                                                            |      | 51° 27′ 55″ N, 12° 12′ 12,7″ O   |
| Schenkenberg        | Zaasch            | St.-Ursula-kirche                    | 13. oder 14. Jahrhundert, um 1500 (Verlängerung Chor)                                                                                  |      | 51° 33′ 5,1″ N, 12° 16′ 29,7″ O  |
| Schenkenberg        | Zschernitz        | St.-Gallus-Kirche                    | 13. Jahrhundert, 1694 (Umbau Turm) |      | 51° 31′ 41,9″ N, 12° 13′ 41,9″ O |
| Schildau-Audenhain  | Audenhain         | St.-Marien-Kirche (Oberaudenhain)    | 13. Jahrhundert, barocker Umbau, 1732 (Turm)                                                                                           |      | 51° 29′ 32,8″ N, 12° 49′ 52,8″ O |
| Schildau-Audenhain  | Audenhain         | St.-Petri-Kirche (Niederaudenhain)   | 13. oder 14. Jahrhundert, 1832 (klassizistischer Umbau)                                                                                |      | 51° 30′ 7,8″ N, 12° 51′ 28,8″ O  |
| Schildau-Audenhain  | Beckwitz          | Dorfkirche                           | 13. oder 14. Jahrhundert, 1713 (Umbau, Verlängerung)                                                                                   |      | 51° 29′ 45,6″ N, 12° 59′ 48,2″ O |
| Schildau-Audenhain  | Klitzschen        | Dorfkirche                           | 1215/1220, 14./15. Jahrhundert |      | 51° 30′ 56,2″ N, 12° 54′ 20,9″ O |
| Schildau-Audenhain  | Kobershain        | Dorfkirche                           | 17. Jahrhundert |      | 51° 27′ 11,7″ N, 12° 52′ 21,5″ O |
| Schildau-Audenhain  | Langenreichenbach | Dorfkirche                           | 12. Jahrhundert, 14./15. Jahrhundert (Gewölbe), 18. Jahrhundert (Umbau)                                                                |      | 51° 29′ 27,7″ N, 12° 54′ 10,3″ O |
| Schildau-Audenhain  | Melpitz           | Dorfkirche                           | 13./14. Jahrhundert, 1615–1617 (Renaissance-Umbau)                                                                                     |      | 51° 31′ 43,3″ N, 12° 56′ 13,4″ O |
| Schildau-Audenhain  | Mockrehna         | Dorfkirche                           | 1208 (ca.), 1705 (barocker Umbau) |      | 51° 30′ 30,2″ N, 12° 48′ 54,1″ O |
| Schildau-Audenhain  | Probsthain        | Dorfkirche                           | 13. Jahrhundert, 14./15. Jahrhundert (Chorgewölbe), 17. Jahrhundert (Umbau)                                                            |      | 51° 28′ 14,5″ N, 12° 53′ 47″ O   |
| Schildau-Audenhain  | Schildau          | St.-Marien-Kirche                    | 1170 (Basilika), 13. bis 19. Jahrhundert (An- und Umbauten)                                                                            |      | 51° 27′ 14,7″ N, 12° 55′ 46,5″ O |
| Schildau-Audenhain  | Schöna            | Dorfkirche                           | 13. Jahrhundert, 15. Jahrhundert (Saalerweiterung nach Osten), Anfang 18. Jahrhundert (Fenster)                                        |      | 51° 28′ 10,4″ N, 12° 48′ 27″ O   |
| Schildau-Audenhain  | Sitzenroda        | St.-Marien-Kirche                    | 1198 (Weihe), 1571/1572 (Umbau), 1872 (Turm)                                                                                           |      | 51° 26′ 41,9″ N, 12° 58′ 13,7″ O |
| Schildau-Audenhain  | Staupitz          | Dorfkirche                           | 13. Jahrhundert, 1683 (Dachreiter) |      | 51° 29′ 31,6″ N, 12° 57′ 18,8″ O |
| Schildau-Audenhain  | Taura             | Dorfkirche                           | 13./14. Jahrhundert, vermutlich 1740 (Turmhaube und -spitze)                                                                           |      | 51° 28′ 20″ N, 13° 0′ 27,5″ O    |
| Schildau-Audenhain  | Schöna            | Dorfkirche                           | 13. Jahrhundert, 15. Jahrhundert (Saalerweiterung nach Osten), Anfang 18. Jahrhundert (Fenster)                                        |      | 51° 28′ 10,4″ N, 12° 48′ 27″ O   |
| Schildau-Audenhain  | Wildenhain        | Dorfkirche                           | 1782 |      | 51° 32′ 14,3″ N, 12° 48′ 17,9″ O |
| Schildau-Audenhain  | Wildschütz        | Dorfkirche                           | 1863 (Turm), 1873 (Schiff) |      | 51° 28′ 32″ N, 12° 51′ 17,8″ O   |
| Schkeuditz          | Altscherbitz      | Kirche Altscherbitz (Anstaltskirche) | 1911–1913 |      | 51° 23′ 31,6″ N, 12° 14′ 17,4″ O |
| Schkeuditz          | Kleinliebenau     | Rittergutskirche                     | 1706 (Turm), 1787; älterer Vorgängerbau                                                                                                |      | 51° 22′ 16,8″ N, 12° 11′ 58,8″ O |
| Schkeuditz          | Kursdorf          | Dorfkirche                           | 14. Jahrhundert |      | 51° 25′ 11″ N, 12° 13′ 49,5″ O   |
| Schkeuditz          | Papitz            | Kreuzkirche                          | 1906 |      | 51° 23′ 17,7″ N, 12° 14′ 49,8″ O |
| Schkeuditz          | Schkeuditz        | St.-Albanus-Kirche                   | 1517 (Turm), 1899 |      | 51° 23′ 33,7″ N, 12° 13′ 21,6″ O |
| Schkeuditz          | Wehlitz           | Gemeindehaus                         | 1911 (Stiftung) |      | 51° 23′ 30,4″ N, 12° 11′ 41,2″ O |
| Torgau              | Loßwig            | Dorfkirche                           | 1200 (ca.), 17. Jahrhundert (barocker Umbau)                                                                                           |      | 51° 31′ 56,2″ N, 13° 0′ 58,6″ O  |
| Torgau              | Torgau            | St.-Marien-Kirche                    | 1220 (ca.), 1380 (Hallenkirche), 1463/1464 (Dachstuhl und Gewölbe), 1748–1751 (Haube)                                                  |      | 51° 33′ 36,2″ N, 13° 0′ 22,4″ O  |
| Torgau              | Torgau            | Schlosskirche                        | 1544 |      | 51° 33′ 32,9″ N, 13° 0′ 33,1″ O  |
| Torgau              | Welsau            | Dorfkirche                           | 1200 (ca.), 1660er-Jahre (barocker Umbau)                                                                                              |      | 51° 34′ 37,4″ N, 12° 58′ 29,1″ O |
| Torgau              | Zinna             | Dorfkirche                           | 1200 (ca.), 1660er-Jahre (barocker Umbau)                                                                                              |      | 51° 34′ 3,1″ N, 12° 57′ 30,9″ O  |
| Zschortau           | Beerendorf        | Dorfkirche                           | 13. Jahrhundert, 1601 (Patronatsloge), 1870 (Vorhalle)                                                                                 |      | 51° 31′ 22,6″ N, 12° 22′ 23,2″ O |
| Zschortau           | Döbernitz         | Dorfkirche                           | 16. Jahrhundert, 1762 (östlicher Saalteil), Dachreiter und Anbau wegen Baufälligkeit 1969 abgebrochen; älterer Vorgängerbau            |      | 51° 30′ 45,1″ N, 12° 20′ 58,8″ O |
| Zschortau           | Freiroda          | Dorfkirche                           | 13. Jahrhundert, um 1500 (Chor) |      | 51° 25′ 21,8″ N, 12° 16′ 11,5″ O |
| Zschortau           | Gerbisdorf        | Dorfkirche                           | 16. Jahrhundert, Teilabriss wegen Baufälligkeit 1972                                                                                   |      | 51° 26′ 29,4″ N, 12° 17′ 13,6″ O |
| Zschortau           | Glesien           | St.-Johannes-Kirche                  | 1250 (ca.), bezeichnet 1519 (Kirchenschiff), um 1680 (barocker Umbau)                                                                  |      | 51° 26′ 44,1″ N, 12° 13′ 35,7″ O |
| Zschortau           | Grebehna          | Dorfkirche                           | 1180 (ca.), 1664 (Vorraum), 16. Jahrhundert (Fensteröffnungen)                                                                         |      | 51° 27′ 27,2″ N, 12° 15′ 32,5″ O |
| Zschortau           | Hayna             | Dorfkirche                           | 12. Jahrhundert, Turm wegen Baufälligkeit 1975 abgetragen                                                                              |      | 51° 25′ 50,3″ N, 12° 18′ 38,2″ O |
| Zschortau           | Kreuma            | Dorfkirche                           | 12. Jahrhundert, Einsturz des baufälligen Kirchenschiffs 1988, Abbruch 1990                                                            |      | 51° 28′ 15,8″ N, 12° 23′ 37,8″ O |
| Zschortau           | Radefeld          | Dorfkirche                           | 12. Jahrhundert |      | 51° 25′ 27,3″ N, 12° 17′ 50,8″ O |
| Zschortau           | Selben            | Dorfkirche                           | 15. Jahrhundert |      | 51° 29′ 53,8″ N, 12° 21′ 50,7″ O |
| Zschortau           | Wolteritz         | Dorfkirche                           | Romanik, um 1500 (Vergrößerung Chor), 18. Jahrhundert (Aufstockung Saal)                                                               |      | 51° 27′ 9,6″ N, 12° 20′ 5,8″ O   |
| Zschortau           | Zschortau         | St.-Nikolai-Kirche                   | 12. oder 13. Jahrhundert |      | 51° 28′ 41,4″ N, 12° 21′ 35,8″ O |
| Zschortau           | Zwochau           | St.-Martin-Kirche                    | 12. Jahrhundert, 1701–1718 (barocker Umbau)                                                                                            |      | 51° 27′ 53,8″ N, 12° 16′ 4,6″ O  |